# Ghizani
Der Ghizani oder Goldrücken-Moderlieschen (Squalius ghigii, Syn.: Ladigesocypris ghigii, gr. Γκιζάνι) ist ein kleiner Karpfenfisch und die einzige natürlich auf der griechischen Insel Rhodos vorkommende Süßwasserfischart.

## Merkmale
Weibliche Ghizani erreichen Längen bis 9 Zentimeter, Männchen werden höchstens 6,5 Zentimeter lang. Ihr dunkelbraun-silbriger Rücken ist durch einen breiten dunklen Streifen vom hellen Bauch getrennt. Die Seitenlinie ist unvollständig und verläuft nur durch einen Teil der 27–33 Schuppenreihen. Das Maul ist endständig. Die Rückenflosse weist drei Hart- und sieben bis neun verzweigte Weichstrahlen auf. Die Afterflosse drei Hart- und acht bis neun Weichstrahlen.

## Vorkommen
Die Art kommt endemisch auf Rhodos vor und besiedelt nahezu alle Süßgewässer der Insel. Sie bevorzugt Quellen und langsam fließende Bereiche in Ufernähe, wo sie sich zwischen Steinen, Wurzeln und Wasserpflanzen verstecken kann.

## Lebensweise
Ghizani ernähren sich von Insektenlarven und Algen. Sie pflanzen sich von Februar bis Juni fort, abhängig von den im besiedelten Gewässer vorgefundenen Bedingungen. Die gelblichen, 1,3 Millimeter durchmessenden Eier werden an Algen abgelegt und die Larven schlüpfen nach vier Tagen. Die Geschlechtsreife wird mit einem Jahr erreicht und das Höchstalter liegt bei drei Jahren. Während der Trockenzeit im Sommer stirbt regelmäßig ein Großteil der Erwachsenen und der Jungtiere, so dass die Population stark schwankt.

## Bedrohung und Schutz
Die Art ist durch die Zerstörung ihrer Habitate und die Wasserentnahme aus den von ihr bewohnten Gewässern bedroht. Allerdings haben lokale Schutzmaßnahmen zu einer Stabilisierung der Bestände geführt. In der Roten Liste der IUCN wird sie als gefährdet (vulnerable) geführt.
Der Ghizani wird von der Europäischen Union im Anhang II der FFH-Richtlinie als prioritäre Art geführt und gilt damit als Art von gemeinschaftlichem Interesse, für deren Erhaltung von den Mitgliedsstaaten besondere Schutzgebiete ausgewiesen werden müssen. Es existiert ein LIFE-Programm der EU zum Schutz der Art.